# Seychellerna i olympiska sommarspelen 1996
Seychellerna deltog i de olympiska sommarspelen 1996 med en trupp bestående av 9 deltagare, men ingen av landets deltagare erövrade någon medalj.

## Boxning
| Idrottare      | Gren            | Sextondelsfinal      | Åttondelsfinal       | Kvartsfinal            | Semifinal            | Final                |
| Idrottare      | Gren            | Motståndare Resultat | Motståndare Resultat | Motståndare Resultat   | Motståndare Resultat | Motståndare Resultat |
| -------------- | --------------- | -------------------- | -------------------- | ---------------------- | -------------------- | -------------------- |
| Gerry Legras   | Lätt weltervikt | Esalas (COL) W 26-12 | Moghimi (IRI) L 16-7 | Gick inte vidare       | Gick inte vidare     | Gick inte vidare     |
| Rival Cadeau   | Lätt mellanvikt | Silva (BRA) W 22-7   | Aryee (GHA) W 18-6   | Tulyaganov (UZB) L RSC | Gick inte vidare     | Gick inte vidare     |
| Roland Raforme | Lätt tungvikt   | Amos-Ross (CAN) L KO | Gick inte vidare     | Gick inte vidare       | Gick inte vidare     | Gick inte vidare     |

## Friidrott
Herrar
Fältgrenar
| Idrottare  | Gren             | Kval     | Kval      | Final            | Final            |
| Idrottare  | Gren             | Resultat | Placering | Resultat         | Placering        |
| ---------- | ---------------- | -------- | --------- | ---------------- | ---------------- |
| Paul Nioze | Damernas tresteg | 15.63    | 39        | Gick inte vidare | Gick inte vidare |

Damer
Fältgrenar
| Idrottare    | Gren               | Kval     | Kval      | Final            | Final            |
| Idrottare    | Gren               | Resultat | Placering | Resultat         | Placering        |
| ------------ | ------------------ | -------- | --------- | ---------------- | ---------------- |
| Beryl Laramé | Damernas längdhopp | 3.88     | 37        | Gick inte vidare | Gick inte vidare |

## Segling
Herrar
| Seglare        | Gren    | Lopp | Lopp | Lopp | Lopp | Lopp | Lopp | Lopp | Lopp | Lopp | Lopp | Lopp | Poäng | Placering |
| Seglare        | Gren    | 1    | 2    | 3    | 4    | 5    | 6    | 7    | 8    | 9    | 10   | 11   | Poäng | Placering |
| -------------- | ------- | ---- | ---- | ---- | ---- | ---- | ---- | ---- | ---- | ---- | ---- | ---- | ----- | --------- |
| Jonathan Barbe | Mistral | (43) | 42   | 41   | 36   | 40   | 41   | 36   | 42   | (44) | CAN  | CAN  | 278   | 44        |

Mixed
| Seglare     | Gren  | Lopp | Lopp | Lopp | Lopp | Lopp | Lopp | Lopp | Lopp | Lopp | Lopp | Lopp | Poäng | Placering |
| Seglare     | Gren  | 1    | 2    | 3    | 4    | 5    | 6    | 7    | 8    | 9    | 10   | 11   | Poäng | Placering |
| ----------- | ----- | ---- | ---- | ---- | ---- | ---- | ---- | ---- | ---- | ---- | ---- | ---- | ----- | --------- |
| Allan Julie | Laser | YMP  | 36   | 27   | (57) | 38   | 44   | (47) | 42   | 34   | 35   | 27   | 305   | 38        |